# Farallón de Medinilla
Farallón de Medinilla é uma ilha desabitada das Marianas Setentrionais. Faz parte do Município das Ilhas do Norte e situa-se a 72 km a norte de Saipan. A sua área é de 0,845 km². A sua maior altitude é 81 metros. A vegetação é muito seca e contém algumas espécies herbáceas típicas da savana.
A ilha foi utilizada durante longo tempo pelo exército norte-americano para realizar provas de bombas. Desde 2002, a ilha é uma reserva de aves, mas de baixo nível de proteção.
A ilha tem o nome de José de Medinilla e Pifieda, o governador espanhol das Ilhas Marianas entre 1812 e 1822. Integrou a Nova Guiné Alemã.